# Puget-sur-Argens
Pour les articles homonymes, voir Puget (homonymie).
Puget-sur-Argens (prononcé [pyʒɛ syʁ aʁʒɑ̃] ) est une commune française dans le département du Var, en région Provence-Alpes-Côte d'Azur.
Village provençal libre depuis la fin du XVIe siècle, situé au croisement de la route nationale 7 et de l’autoroute A8, Puget-sur-Argens a vu sa population multipliée par quatre ces soixante dernières années et de nombreuses entreprises ou grandes enseignes de distribution s’installer au sud du territoire.
Ses habitants sont appelés les Pugétois.

## Géographie

### Situation
Puget-sur-Argens est située à l’est du département du Var dans la vallée de l’Argens entre le massif des Maures au sud et les contreforts de l’Esterel au nord, à l’est du vignoble de Côtes de Provence. Le territoire de Puget-sur-Argens s’inscrit approximativement dans un rectangle de huit kilomètres du nord au sud et quatre kilomètres d’est en ouest pour une superficie de deux-mille-six-cent-quatre-vingt-dix hectares. Toutefois, ce territoire est très inégalement occupé, les constructions se concentrant dans la partie sud tandis que la moitié nord est occupée par quelques cultures et le vaste bois de Malvoisin. L’Institut national de l'information géographique et forestière donne les coordonnées géographiques 43°27'24" N et 06°41'05" E au point central de son territoire. La commune est en totalité comprise dans l’espace urbain Nice-Côte d'Azur, dans l’aire urbaine de Fréjus et le territoire Var Esterel du conseil général du Var.
Le territoire de Puget-sur-Argens est traversé dans sa partie sud par un couloir d’un kilomètre de large groupant trois axes majeurs de communication en parallèle à l’Argens : la voie ferrée de la ligne de Marseille-Saint-Charles à Vintimille (frontière), l’ancienne route nationale 7 (devenue RDN 7 dans le Var) et plus au nord, l’autoroute A8 (La Provençale). Du sud au nord à partir de la nationale 7, la départementale 4 monte vers Bagnols-en-Forêt et plus loin Fayence en passant à l’extrême nord-est du territoire communal.
Puget-sur-Argens est située à six-cent-quatre-vingt-sept kilomètres au sud-est de Paris-Notre-Dame, point zéro des routes de France, cent-sept kilomètres au nord-est de Marseille, soixante-et-onze kilomètres au nord-est de Toulon, vingt kilomètres au sud-est de Draguignan, cinquante-et-un kilomètres au nord-est de Brignoles, vingt-et-un kilomètres au nord de Saint-Tropez, vingt-huit kilomètres au sud-ouest de Cannes et soixante-dix-huit kilomètres de la frontière franco-italienne.

### Hydrographie et eaux souterraines
Cours d'eau sur la commune ou à son aval :
- le territoire du Puget-sur-Argens est limité au sud par l'Argens ;
- depuis le nord coulent les ruisseaux du Réal, du Gabron et de la Vernède ;
- rivière La Grande-Garonne ;
- un torrent, le Raphael[5] ;
- un petit lac se trouve à l'ouest entre la nationale 7 et l'Argens, un bassin de retenue des eaux de pluie est installé au sud-est, près de la voie ferrée.

### Géologie et relief
La partie sud de la commune dans la plaine alluviale de l’Argens est au niveau de la mer (niveau 0). Le territoire vers le nord s’élève peu à peu sur les contreforts de l’Esterel pour atteindre 180 mètres à la frontière avec Bagnols-en-Forêt, sans pic ou butte notables.

#### Risques naturels et technologiques
- 8 risques potentiels sont signalés par les services de l'état[6].

### Communes limitrophes
Le Puget-sur-Argens est entourée de villes relativement importantes par leur espace au sol. Ainsi, toute la façade Est est limitrophe de Fréjus, la ville à l’est et sud-est et le quartier militaire de Caïs occupé par le 21e RIMa au nord-est. Au nord se trouve le village de Bagnols-en-Forêt. Du nord-ouest au sud en passant par l’ouest et le sud-ouest, l’Argens fait office de frontière avec Roquebrune-sur-Argens.

### Climat
Pour des articles plus généraux, voir Climat de Provence-Alpes-Côte d'Azur et Climat du Var.
En 2010, le climat de la commune est de type climat méditerranéen franc, selon une étude du Centre national de la recherche scientifique s'appuyant sur une série de données couvrant la période 1971-2000. En 2020, Météo-France publie une typologie des climats de la France métropolitaine dans laquelle la commune est exposée à un climat méditerranéen et est dans la région climatique  Var, Alpes-Maritimes, caractérisée par une pluviométrie abondante en automne et en hiver (250 à 300 mm en automne), un très bon ensoleillement en été (fraction d’insolation > 75 %), un hiver doux (8 °C) et peu de brouillards. 
Pour la période 1971-2000, la température annuelle moyenne est de 15,3 °C, avec une amplitude thermique annuelle de 15 °C. Le cumul annuel moyen de précipitations est de 865 mm, avec 6,6 jours de précipitations en janvier et 1,7 jours en juillet. Pour la période 1991-2020, la température moyenne annuelle observée sur la station météorologique de Météo-France la plus proche, « Fréjus », sur la commune de Fréjus à 5 km à vol d'oiseau, est de 15,7 °C et le cumul annuel moyen de précipitations est de 785,6 mm. 
La température maximale relevée sur cette station est de 42,5 °C, atteinte le 29 juillet 1983 ; la température minimale est de −12 °C, atteinte le 12 février 1956,,. 
| Mois                                  | jan.          | fév.           | mars            | avril           | mai            | juin           | jui.            | août            | sep.           | oct.            | nov.            | déc.            | année     |
| ------------------------------------- | ------------- | -------------- | --------------- | --------------- | -------------- | -------------- | --------------- | --------------- | -------------- | --------------- | --------------- | --------------- | --------- |
| Température minimale moyenne (°C)     | 4             | 3,8            | 6,1             | 8,6             | 12,5           | 16,2           | 18,6            | 18,7            | 15,4           | 12,2            | 8               | 4,9             | 10,8      |
| Température moyenne (°C)              | 8,6           | 8,9            | 11,2            | 13,6            | 17,4           | 21,2           | 23,8            | 24              | 20,5           | 16,9            | 12,5            | 9,3             | 15,7      |
| Température maximale moyenne (°C)     | 13,3          | 14             | 16,3            | 18,6            | 22,4           | 26,3           | 29,1            | 29,3            | 25,6           | 21,5            | 16,9            | 13,7            | 20,6      |
| Record de froid (°C) date du record   | −9 09.01.1985 | −12 12.02.1956 | −8,6 07.03.1971 | −1,8 02.04.1967 | 1,1 06.05.1979 | 5,5 19.06.1923 | 7,5 11.07.1919  | 7,7 20.08.1968  | 4,5 28.09.1972 | 0,1 31.10.1974  | −3,3 20.11.1977 | −7 17.12.1920   | −12 1956  |
| Record de chaleur (°C) date du record | 22,8 19.01.07 | 26,4 03.02.20  | 27,3 22.03.02   | 28,3 24.04.1970 | 32,7 27.05.22  | 37,7 20.06.03  | 42,5 29.07.1983 | 41,5 17.08.1932 | 35,4 21.09.18  | 35,9 09.10.1935 | 26,6 06.11.13   | 23,2 04.12.1961 | 42,5 1983 |
| Précipitations (mm)                   | 69,8          | 51,6           | 49,6            | 70,2            | 43,9           | 31,8           | 15,6            | 27,2            | 81             | 115,5           | 132,5           | 96,9            | 785,6     |

| Diagramme climatique                                  |           |             |             |              |              |              |              |            |               |            |             |
| J                                                     | F         | M           | A           | M            | J            | J            | A            | S          | O             | N          | D           |
| 13,3469,8                                             | 143,851,6 | 16,36,149,6 | 18,68,670,2 | 22,412,543,9 | 26,316,231,8 | 29,118,615,6 | 29,318,727,2 | 25,615,481 | 21,512,2115,5 | 16,98132,5 | 13,74,996,9 |
| Moyennes : • Temp. maxi et mini °C • Précipitation mm |           |             |             |              |              |              |              |            |               |            |             |

Les paramètres climatiques de la commune ont été estimés pour le milieu du siècle (2041-2070) selon différents scénarios d'émission de gaz à effet de serre à partir des nouvelles projections climatiques de référence DRIAS-2020. Ils sont consultables sur un site dédié publié par Météo-France en novembre 2022.

### Voies de communications et transports

#### Voies routières
Puget-sur-Argens est accessible en voiture par l'autoroute A8 (E80) avec la sortie « Puget-sur-Argens - Fréjus-Quartiers-Ouest », par l’ancienne route nationale 7 devenue RD N7 ou encore par la RD 4 qui monte vers le nord jusqu’à la route Napoléon.

#### Transports en commun
- Transport en Provence-Alpes-Côte d'Azur

Commune desservie par le réseau régional de transports en commun Zou ! (ex Varlib). Les collectivités territoriales ont en effet mis en œuvre un « service de transports à la demande » (TAD), réseau régional Zou !.
En autobus, la ville est connectée au réseau départemental Sodetrav et aux lignes 4 et 11 du réseau AggloBus de la communauté d'agglomération de Fréjus Saint-Raphaël.

#### Lignes SNCF
En train, la gare de Fréjus à cinq kilomètres permet l’accès au réseau TER Provence-Alpes-Côte d'Azur, la gare de Saint-Raphaël-Valescure à huit kilomètres offre l’accès aux réseaux TGV, iDTGV et Intercités.

#### Transports aériens
En avion, l’aéroport international le plus proche est celui de Nice-Côte d'Azur situé à quarante-neuf kilomètres, mais les aéroports de Cannes - Mandelieu à vingt-six kilomètres et La Môle - Saint-Tropez à trente-et-un kilomètres accueillent aussi le trafic international.

### Quartiers et lieux-dits
Puget-sur-Argens est séparée en différents quartiers. Le centre-ville ancien, autour de l’église paroissiale, les hameaux excentrés du Gabre et  de la Lieutenante en allant vers le nord. S’ajoutent les nouveaux quartiers industriels et commerciaux au sud-est, et les quartiers résidentiels les Costes, Barestes, la Bastiane.

## Urbanisme

### Typologie
Au 1er janvier 2024, Puget-sur-Argens est catégorisée petite ville, selon la nouvelle grille communale de densité à sept niveaux définie par l'Insee en 2022.
Elle appartient à l'unité urbaine de Fréjus, une agglomération intra-départementale regroupant trois  communes, dont elle est une commune de la banlieue,,. Par ailleurs la commune fait partie de l'aire d'attraction de Fréjus, dont elle est une commune de la couronne,. Cette aire, qui regroupe 6 communes, est catégorisée dans les aires de 50 000 à moins de 200 000 habitants,.

### Occupation des sols
L'occupation des sols de la commune, telle qu'elle ressort de la base de données européenne d’occupation biophysique des sols Corine Land Cover (CLC), est marquée par l'importance des forêts et milieux semi-naturels (48,1 % en 2018), en diminution par rapport à 1990 (51,3 %). La répartition détaillée en 2018 est la suivante : 
milieux à végétation arbustive et/ou herbacée (33,6 %), zones urbanisées (15,4 %), forêts (14,5 %), zones agricoles hétérogènes (14,3 %), cultures permanentes (6,9 %), zones industrielles ou commerciales et réseaux de communication (6,4 %), terres arables (6 %), espaces verts artificialisés, non agricoles (2,8 %). L'évolution de l’occupation des sols de la commune et de ses infrastructures peut être observée sur les différentes représentations cartographiques du territoire : la carte de Cassini (XVIIIe siècle), la carte d'état-major (1820-1866) et les cartes ou photos aériennes de l'IGN pour la période actuelle (1950 à aujourd'hui).

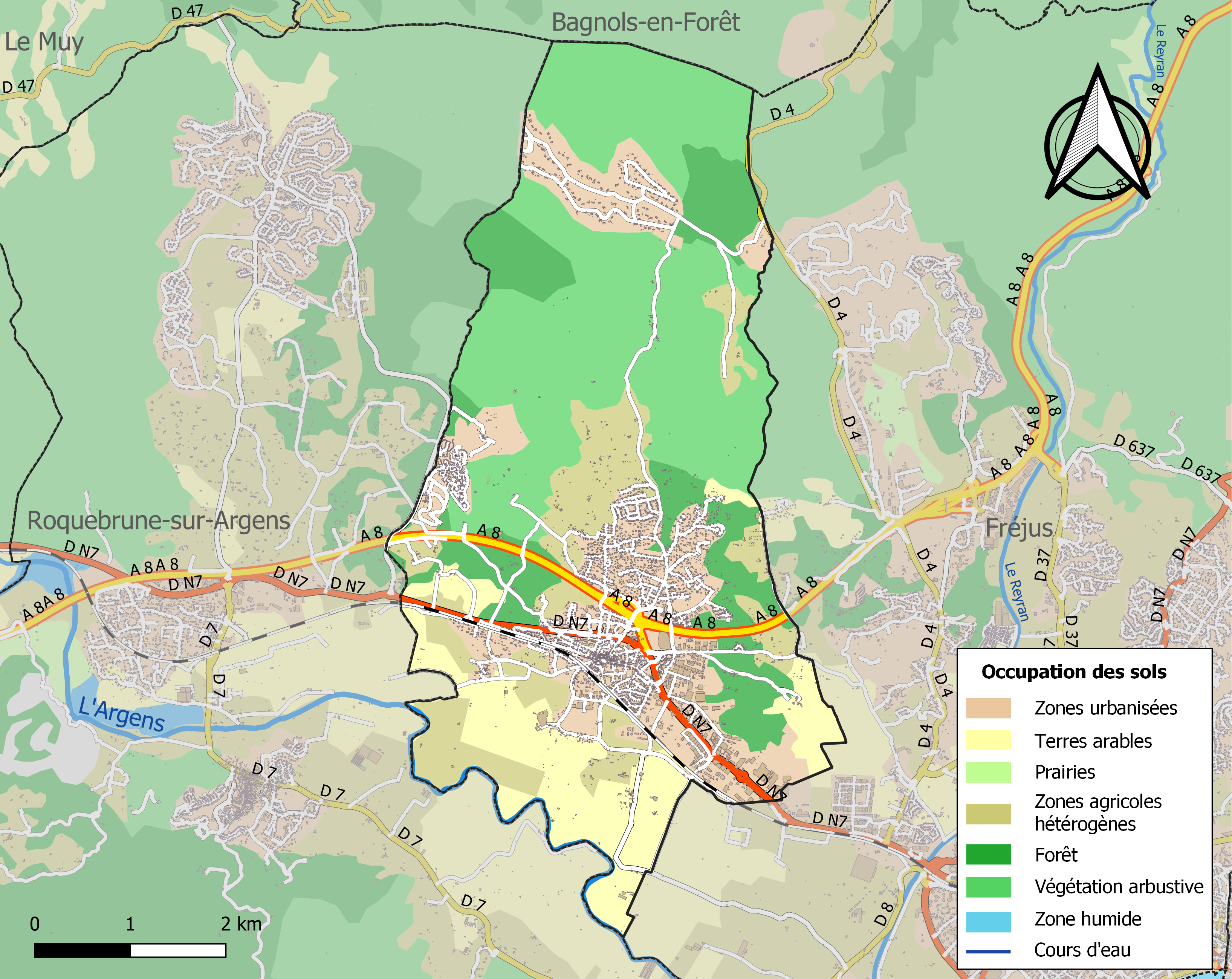
Carte des infrastructures et de l'occupation des sols de la commune en 2018 (CLC).

## Toponymie
Le nom de la commune est issu du mot latin podium (cf. puy), petite butte, sur laquelle était bâtie la villa romaine Pogito dépendante de la colonie de Forum Julii. La référence au fleuve Argens qui court sur le territoire de la commune a été décidée en 1886 pour distinguer la commune du Puget-Ville située à quarante-huit kilomètres dans le même département du Var. Pour la même raison, elle est aussi surnommée le Pugeton. Le nom de la commune s’écrit Lo Puget d’Argens en provençal selon la norme classique, Lou Puget d’Argèns selon la norme mistralienne (prononcé [lu pyd͡ʒe daʀd͡ʒẽs]). Elle est surnommée Le Pugeton en français et El Petit Puig en provençal pour la distinguer de la ville jadis plus importante du Puget-Ville.
Ses habitants sont appelés les Pugetan(s) en provençal selon les normes classique et mistralienne[réf. nécessaire].

## Histoire

### Les origines

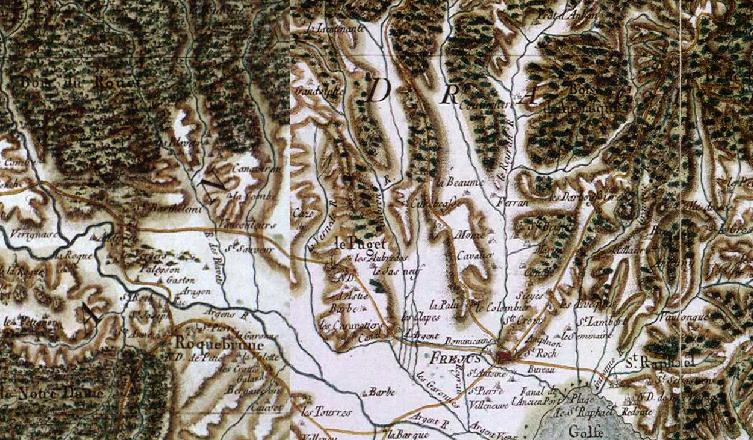
Carte du « Puget ».

La première mention du Puget intervint en l’an 940 quand les Sarrasins rasèrent ce qui était alors la villa Pogito. Chassés en 973 par Guillaume Ier de Provence, ce dernier, pieux à la fin de sa vie donna la moitié du domaine à l’évêque de Fréjus Riculphe.
En 1203, l’évêque Raimond de Capella obtint d’Alphonse II la totalité du domaine et le fortin situé sur le pic, qui prend alors le nom de Castrum de Pogito. Ce que confirma en 1235 son fils Raimond Bérenger.

### De la Renaissance à l’Empire
En 1482, Puget-sur-Argens est comme le reste de la Provence rattaché au royaume de France. En 1524, Charles Quint occupa le village une première fois. Pour éviter qu’il ne récidive, en 1536 François Ier ordonna d’appliquer la politique de la terre brûlée, les habitants allant même jusqu’à polluer l’eau des puits.
Pourtant, entre 1530 et 1598, confronté aux guerres de religion, le village fut fortifié. Durant cette période, les Pugétois ligueurs fournirent des combattants contre le pouvoir royal.
C’est en 1599 que Barthélémy Camelin, évêque de Fréjus abandonna une partie de ses droits féodaux sur le domaine et notamment l’usage du four, le Puget devenant une commune et se dotant d’un blason.
En 1707, la commune fut dévastée lors du passage des troupes de Victor-Amédée Ier de Savoie revenant du siège de Toulon. En juin 1746, les Autrichiens envahirent la Provence et donc le Puget. En 1774, la maison communale fut installée dans la maison du pavillon, puis en 1775, le beffroi et son campanile furent construits.
En 1799, Bonaparte traversa la commune après avoir débarqué à Saint-Raphaël de retour de sa campagne d'Égypte.

### Histoire récente

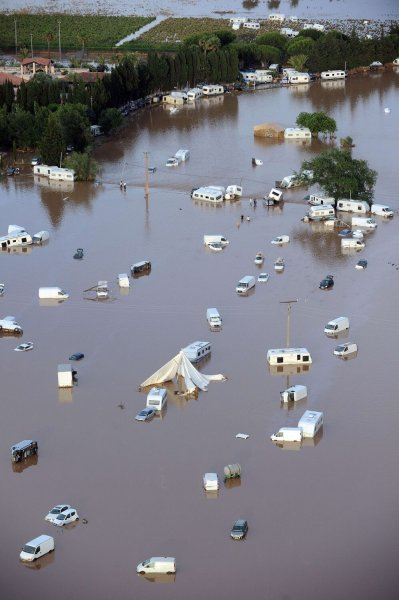
La grande inondation du 15 juin 2010 au Puget-sur-Argens.

En 1886, la commune ajouta la mention du cours d’eau l’Argens pour se différencier de son homonyme du Puget-Ville.
En 1918, l'Armée d’Orient y dispose d'un camp de transit.
Le 1er mars 1961 s’ouvrit le premier tronçon de l’autoroute Esterel-Côte d'Azur entre Puget-sur-Argens et Mandelieu-la-Napoule.
Le 5 juillet 1964 éclate l'Affaire Saint-Aubin. Sur la nationale 7, à Puget-sur-Argens, au lieu-dit Les Esclapes, deux jeunes gens, Jean-Claude Saint-Aubin et Dominique Kaydasch, trouvent la mort dans un accident de la route. Sur la foi d'un témoin, les parents de Jean-Claude Saint-Aubin se battent pendant plus de trente ans devant les tribunaux pour faire reconnaître qu'il s'agit d'un attentat des services secrets français.
Le 5 juillet 2005, un grave incendie se déclara dans les pinèdes de la commune mobilisant 400 pompiers et nécessitant l’évacuation de six campings (soit 10 000 personnes),. Une dizaine de villas ou caravanes furent détruites.
Le 15 juin 2010, un épisode pluvieux violent s'est abattu dans la région provoquant d’importants dégâts.

## Population et société

### Démographie

#### Évolution démographique
L'évolution du nombre d'habitants est connue à travers les recensements de la population effectués dans la commune depuis 1793. Pour les communes de moins de 10 000 habitants, une enquête de recensement portant sur toute la population est réalisée tous les cinq ans, les populations de référence des années intermédiaires étant quant à elles estimées par interpolation ou extrapolation. Pour la commune, le premier recensement exhaustif entrant dans le cadre du nouveau dispositif a été réalisé en 2005.

En 2022, la commune comptait 8 473 habitants, en évolution de +8,09 % par rapport à 2016 (Var : +4,98 %, France hors Mayotte : +2,11 %).
| 1793 | 1800 | 1806 | 1821  | 1831  | 1836  | 1841 | 1846 | 1851 |
| ---- | ---- | ---- | ----- | ----- | ----- | ---- | ---- | ---- |
| 965  | 949  | 941  | 1 034 | 1 053 | 1 004 | 918  | 921  | 838  |

| 1856 | 1861 | 1866 | 1872 | 1876 | 1881 | 1886  | 1891  | 1896  |
| ---- | ---- | ---- | ---- | ---- | ---- | ----- | ----- | ----- |
| 810  | 831  | 904  | 869  | 857  | 926  | 1 045 | 1 142 | 1 104 |

| 1901  | 1906  | 1911  | 1921  | 1926  | 1931  | 1936  | 1946  | 1954  |
| ----- | ----- | ----- | ----- | ----- | ----- | ----- | ----- | ----- |
| 1 251 | 1 214 | 1 402 | 1 249 | 1 551 | 1 536 | 1 576 | 1 558 | 3 423 |

| 1962  | 1968  | 1975  | 1982  | 1990  | 1999  | 2005  | 2006  | 2010  |
| ----- | ----- | ----- | ----- | ----- | ----- | ----- | ----- | ----- |
| 3 399 | 3 033 | 3 849 | 4 509 | 5 865 | 6 368 | 6 914 | 6 977 | 6 587 |

| 2015  | 2020  | 2022  | - | - | - | - | - | - |
| ----- | ----- | ----- | - | - | - | - | - | - |
| 7 528 | 8 061 | 8 473 | - | - | - | - | - | - |

La courbe démographique du Puget-sur-Argens laisse apparaître une relative stabilité du nombre d’habitants autour de mille jusqu’au début du XXe siècle. À partir du début du siècle, la population a crû modérément pour atteindre un peu plus de mille-cinq-cents résidents au sortir de la Seconde Guerre mondiale. Le recensement de 1954 marque un premier bond avec le doublement de la population au-delà de trois mille habitants, correspondant à la première vague d’expansion de la commune. Durant les vingt années qui suivirent la croissance reprit un rythme modéré, pour ne dépasser les quatre mille habitants qu’en 1982. Les vingt années suivantes marquèrent une nouvelle forte augmentation, la commune devenant une sorte de banlieue de l’agglomération de Fréjus-Saint-Raphaël avec près de sept-mille habitants en 2006. En 1999, 7,7 % des Pugetois étaient étrangers, 11,8 % des foyers étaient composés de familles monoparentales. Parmi cette population étrangère permanente, 2,1 % étaient originaires de Tunisie, 1,5 % d’Italie, 1,4 % d’Algérie, 0,8 % du Maroc et 0,5 % d’Espagne et du Portugal.[Passage à actualiser]

#### Pyramide des âges
En 2018, le taux de personnes d'un âge inférieur à 30 ans s'élève à 33,0 %, soit au-dessus de la moyenne départementale (30,2 %). À l'inverse, le taux de personnes d'âge supérieur à 60 ans est de 27,8 % la même année, alors qu'il est de 32,5 % au niveau départemental.
En 2018, la commune comptait 3 850 hommes pour 4 214 femmes, soit un taux de 52,26 % de femmes, légèrement supérieur au taux départemental (51,95 %).
Les pyramides des âges de la commune et du département s'établissent comme suit.
| Hommes | Classe d’âge | Femmes |
| ------ | ------------ | ------ |
| 0,9    | 90 ou +      | 2,7    |
| 7,9    | 75-89 ans    | 11,1   |
| 15,8   | 60-74 ans    | 16,9   |
| 20,1   | 45-59 ans    | 18,9   |
| 19,8   | 30-44 ans    | 19,5   |
| 15,4   | 15-29 ans    | 13,3   |
| 20,1   | 0-14 ans     | 17,5   |

| Hommes | Classe d’âge | Femmes |
| ------ | ------------ | ------ |
| 1      | 90 ou +      | 2,3    |
| 10,1   | 75-89 ans    | 12,6   |
| 19,7   | 60-74 ans    | 21     |
| 20     | 45-59 ans    | 19,9   |
| 17,3   | 30-44 ans    | 16,7   |
| 15,4   | 15-29 ans    | 13,2   |
| 16,4   | 0-14 ans     | 14,3   |

## Politique et administration

### Politique locale
Puget-sur-Argens est rattaché au canton du Muy représenté par la conseiller général Jean-Pierre Serra (UMP) et à la cinquième circonscription du Var représentée par le député-maire de Saint-Raphaël Georges Ginesta (UMP). La commune dépend des tribunaux d’instance, de commerce et du conseil de prud’hommes de Fréjus, du tribunal de grande instance de Draguignan et de la cour d'appel d'Aix-en-Provence. Vingt-neuf élus siègent au conseil municipal dont vingt-deux pour la majorité divers droite et sept pour l’opposition UMP. La commune a mis en place un conseil municipal des jeunes. L’Insee lui attribue le code 83 1 37 099.
En 2008, la commune disposait d’un budget de 16 662 000 euros dont 11 019 000 euros de fonctionnement et 5 643 000 euros d’investissement, financés à 45,62 % par les impôts locaux, la dette municipale s’élevait la même année à 6 470 000 euros. En 2008, les taux d’imposition s’élevaient à 10,46 % pour la taxe d'habitation, 8,86 % et 38,31 % pour la taxe foncière (bâti et non-bâti) et 13,93 % pour la taxe professionnelle.

### Intercommunalité
La commune n’adhérait à aucune communauté de communes ou d’agglomération jusqu’au 30 novembre 2009, date de création de la communauté de communes Pays Mer Estérel et est liée au SMiTOM avec Saint-Raphaël, Fréjus, Roquebrune-sur-Argens, Bagnols-en-Forêt et Les Adrets-de-l'Estérel pour le traitement des ordures ménagères.
Elle s’est dotée d’un office de tourisme commun avec Roquebrune-sur-Argens et d’un centre communal d'action sociale.

### Liste des maires
Depuis 1790, trente-et-un maires se sont succédé à la tête de la commune du Puget-sur-Argens :

### Tendances et résultats politiques
La tendance politique du Puget-sur-Argens est caractérisée par sa situation géographique en région PACA et sa population à dominance d’employés, ouvriers et dans une moindre mesure retraités. Ainsi, lors des derniers scrutins, si l’électorat communal a suivi la tendance nationale, cette dernière a souvent été amplifiée. Le vote d’extrême droite a été très fort même au second tour de l’élection présidentielle de 2002, mais aussi au second tour des élections législatives de la même année, atteignant le tiers des suffrages dans les deux cas. Si le Puget-sur-Argens a grandement participé à l’élection au premier tour du député UMP sortant, le vote FN représentait encore plus de 15 % en 2007. A contrario, lors des élections européennes et régionales, les électeurs ont privilégié les listes de gauche, et ont rejeté massivement le traité constitutionnel européen. Sur un plan local, des divisions importantes sont apparues entre les tendances de l’équipe communale, conduisant à la constitution de listes dissidentes Divers droite face au maire UMP.
Élections présidentielles, résultats des deuxièmes tours
- Élection présidentielle de 2002 : 68,89 % pour Jacques Chirac (RPR), 31,11 % pour Jean-Marie Le Pen (FN), 77,75 % de participation[50].
- Élection présidentielle de 2007 : 69,60 % pour Nicolas Sarkozy (UMP), 30,40 % pour Ségolène Royal (PS), 81,28 % de participation[51].
- Élection présidentielle de 2012 : 68,02 % pour Nicolas Sarkozy (UMP), 31,98 % pour François Hollande (PS), 78,11 % de participation[52].

Élections législatives, résultats des deuxièmes tours
- Élections législatives de 2002 : 66,45 % pour Georges Ginesta (UMP), 33,55 % pour Éveline Pierron (FN), 51,44 % de participation[53].
- Élections législatives de 2007 : 54,52 % pour Georges Ginesta (UMP) élu au premier tour, 15,30 % pour Elsa Di Meo (PS), 53,41 % de participation[54].
- Élections législatives de 2012 : 50,38 % pour Georges Ginesta (UMP), 49,62 % pour David Rachline (FN), 46,47 % de participation[55].

Élections européennes, résultats des deux meilleurs scores
- Élections européennes de 2004 : 21,50 % pour Michel Rocard (PS), 16,89 % pour Françoise Grossetête (UMP), 35,38 % de participation[56].
- Élections européennes de 2009 : 33,48 % pour Françoise Grossetête (UMP), 13,01 % pour Jean-Marie Le Pen (FN), 34,53 % de participation[57].

Élections régionales, résultats des deux meilleurs scores
- Élections régionales de 2004 : 40,51 % pour Michel Vauzelle (PS), 37,73 % pour Renaud Muselier (UMP), 63,99 % de participation[58].
- Élections régionales de 2010 : 37,16 % pour Thierry Mariani (UMP), 34,40 % pour Michel Vauzelle (PS), 49,24 % de participation[59].

Élections cantonales, résultats des deuxièmes tours
- Élections cantonales de 2004 : 45,01 % pour Jean-Pierre Serra (DVD), 30,36 % pour Luc Jousse (DVD), 62,22 % de participation[60].

Élections municipales, résultats des deuxièmes tours
- Élections municipales de 2001 : données manquantes.
- Élections municipales de 2008 : 52,86 % pour Paul Boudoube (DVD), 47,14 % pour Jean-Marie Del Gallo (UMP), 77,39 % de participation[61].

Élections référendaires
- Référendum de 2000 relatif au quinquennat présidentiel : 70,81 % pour le Oui, 29,19 % pour le Non, 27,17 % de participation[62].
- Référendum de 2005 relatif au traité établissant une Constitution pour l’Europe : 60,20 % pour le Non, 39,80 % pour le Oui, 64,34 % de participation[63].

### Enseignement
La commune est rattachée à l’académie de Nice et dispose sur son territoire des écoles maternelles Mory et Alphonse-Daudet, élémentaires des Pins parasols et des Oliviers, du collège Gabrielle-Colette.
Les crèches « Les Pitchouns 1 », « Les Pitchouns 2 », et « L’archipel des bambins » accueillent les jeunes enfants.
La FCPE est représentée dans les établissements de la commune.

### Santé
Les urgences sont traitées par le SMUR du centre hospitalier Bonnet de Fréjus-Saint-Raphaël.
Une maison de retraite et une résidence pour personnes âgées sont installées sur la commune.
Treize médecins, sept chirurgiens-dentistes, deux pharmacies et une sage-femme exercent sur la commune.
La commune dispose également d'un ESAT ou Établissement et service d'aide par le travail nommé Le Bercail.

### Services publics
La commune dispose d’une agence postale, d’une caserne de gendarmerie et d’une office notarial.

### Jumelages
La commune n’a pas développé de lien de jumelage.

## Vie quotidienne à Puget-sur-Argens

### Culture
Les espaces Paul-Cézanne et le théâtre Victor-Hugo accueillent des expositions, manifestations culturelles et spectacles. La commune dispose aussi d’une bibliothèque municipale et de la salle de cinéma Roger-Legrand.
Treize associations participent à l’animation culturelle de la commune.

### Sports
La commune dispose d’un stade municipal, complété par le stade des Devins, par le gymnase Paul-Cavalier, par le dojo Sabrina-Riccino, les terrains de tennis, le boulodrome et la salle de danse du Studio 480.
Onze associations participent à l’animation et à l’organisation sportive de la commune.

### Lieux de culte
- La paroisse catholique du Puget-sur-Argens est attachée au diocèse de Fréjus-Toulon. Elle dispose de l’église paroissiale Saint-Jacques-le-Majeur.
- La paroisse protestante du Puget-sur-Argens est rattachée à l’Église réformée de l'Est Varois[70]. Elle dispose d'un temple protestant à Saint-Raphaël.

### Médias
Le quotidien Var-Matin diffuse une édition locale spécifique à l’agglomération de Fréjus - Saint-Raphaël. La commune est aussi dans le bassin d’émission de TMC Monte Carlo et France 3 Méditerranée.

## Économie

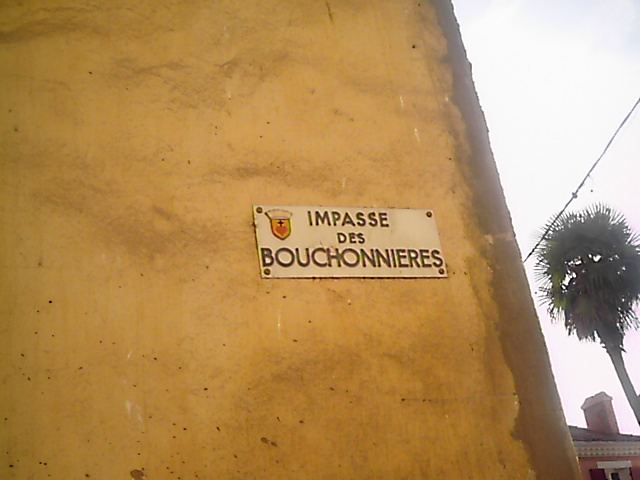
Nom de rue en mémoire de l’industrie bouchonnière d’antan.

Puget-sur-Argens est intégrée par l’Insee au bassin d'emploi de Fréjus-Saint-Raphaël qui regroupe dix-neuf communes. La commune est située sur le trajet de la route nationale 7 et de l’autoroute A8. Elle est ainsi facilement accessible pour les activités économiques et la route nationale 7 est bordée par de nombreuses grandes enseignes.
Cent-quarante-sept entreprises sont installées sur la commune, principalement sur les zones d’activités les Salles, la Tuilière, les Plaines, les Meissugnes, du Camp Dessert et le Jas Neuf. Les trois plus importantes sont Intexalu qui réalisait 88 000 000 euros de chiffre d'affaires en 2004, la concession BMW et Toyota JPV avec 22 000 000 euros et la concession Mazda Mia Automobiles avec 21 000 000 euros. Toutefois, c’est le centre commercial Carrefour de 20 000 m2 ouvert en 1991 sous l’enseigne Continent qui est le plus important employeur de la commune. À noter aussi, la présence de la succursale varoise du groupe de négoce industriel Descours & Cabaud.
La commune accueille sur son territoire un terminal de stockage pétrolier et gazier. Trois sites sensibles dont les dépôts de carburant à proximité de la route nationale 7 sont classés Seveso II et inscrits au répertoire du registre des émissions polluantes, composés de l’entrepôt pétrolier pour ses rejets de boues chargées d’hydrocarbures, du terminal pétrolier et du groupement pétrolier de la Côte d’Azur. S’ajoute l’établissement de la Sapa Profilés Puget classé au répertoire pour ses rejets d’hydrocarbures, de fluor et de boues d’hydroxyde.
En 1999, 16,9 % de la population active était au chômage et 49,1 % des foyers n’étaient pas imposables. Pourtant, le revenu moyen s’élevait à 16 166 euros en 1999, dénotant une certaine disparité sociale.
Un marché se tient les mercredis et samedis.
| Répartition des emplois par catégorie socioprofessionnelle en 2006. |              |                                           |                                                   |                            |                          |                           |
|                                                                     | Agriculteurs | Artisans, commerçants, chefs d’entreprise | Cadres et professions intellectuelles supérieures | Professions intermédiaires | Employés                 | Ouvriers                  |
| Puget-sur-Argens                                                    | 0,2 %        | 8,6 %                                     | 9,0 %                                             | 20,5 %                     | 30,9 %                   | 30,9 %                    |
| Zone d’emploi de Fréjus-Saint-Raphaël                               | 0,8 %        | 12,9 %                                    | 9,4 %                                             | 21,1 %                     | 33,3 %                   | 22,5 %                    |
| Moyenne nationale                                                   | 2,2 %        | 6,0 %                                     | 15,4 %                                            | 24,6 %                     | 28,7 %                   | 23,2 %                    |
| Répartition des emplois par secteur d'activité en 2006.             |              |                                           |                                                   |                            |                          |                           |
|                                                                     | Agriculture  | Industrie                                 | Construction                                      | Commerce                   | Services aux entreprises | Services aux particuliers |
| Puget-sur-Argens                                                    | 1,8 %        | 12,6 %                                    | 11,9 %                                            | 35,1 %                     | 12,7 %                   | 6,4 %                     |
| Zone d’emploi de Fréjus-Saint-Raphaël                               | 3,8 %        | 7,4 %                                     | 11,3 %                                            | 18,5 %                     | 10,0 %                   | 13,4 %                    |
| Moyenne nationale                                                   | 3,5 %        | 15,2 %                                    | 6,4 %                                             | 13,3 %                     | 13,3 %                   | 7,6 %                     |
| Sources : Insee                                                     |              |                                           |                                                   |                            |                          |                           |

### Budget et fiscalité 2020
En 2020, le budget de la commune était constitué ainsi :
- total des produits de fonctionnement : 12 352 000 €, soit 1 625 € par habitant ;
- total des charges de fonctionnement : 12 434 000 €, soit 1 513 € par habitant ;
- total des ressources d'investissement : 4 132 000 €, soit 503 € par habitant ;
- total des emplois d'investissement : 3 078 000 €, soit 375 € par habitant ;
- endettement : 8 662 000 €, soit 1 054 € par habitant.

Avec les taux de fiscalité suivants :
- taxe d'habitation : 14,30 % ;
- taxe foncière sur les propriétés bâties : 15,49 % ;
- taxe foncière sur les propriétés non bâties : 43,46 % ;
- taxe additionnelle à la taxe foncière sur les propriétés non bâties : 0,00 % ;
- cotisation foncière des entreprises : 0,00 %.

Chiffres clés Revenus et pauvreté des ménages en 2018 : médiane en 2018 du revenu disponible, par unité de consommation : 21 880 €.

### Tourisme
Quatre campings sont répartis sur la commune pour un total de 730 emplacements, dont 180 classés quatre étoiles.

### Agriculture
Cinq domaines regroupés au sein de la coopérative, La Pugétoise
, produisent du Côtes de provence labellisé AOC,, dont certains labellisés Côtes-de-provence Fréjus,. La commune est aussi réputée pour l’apiculture avec la classification IGP Miel de Provence, l’oléiculture avec la classification AOC Huile d'olive de Provence et l'élevage ovin avec la production d'agneau de Sisteron.

## Culture locale et patrimoine

### Patrimoine environnemental
Le bois de Malvoisin est en partie situé sur le territoire communal. Les bords de l’Argens, notamment l’embouchure et les étangs de Villepey à la frontière avec Fréjus sont inscrits au titre du Réseau Natura 2000.
Puget-sur-Argens dispose de la station d'épuration intercommunale Fréjus-Reyran d'une capacité de 347 000 équivalent-habitants.

### Patrimoine architectural

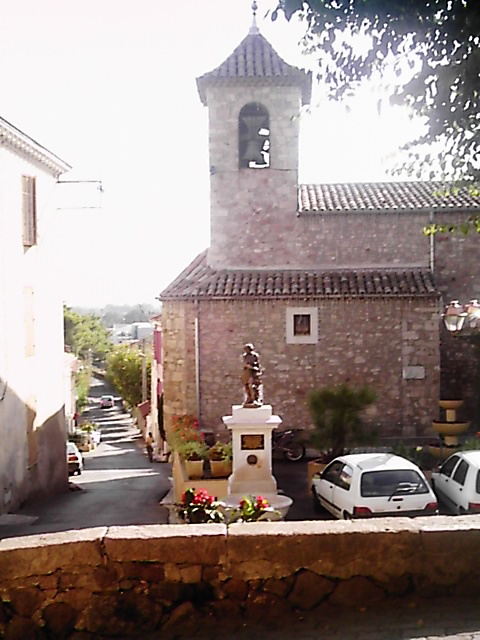
L’église paroissiale Saint-Jacques-le-Majeur.
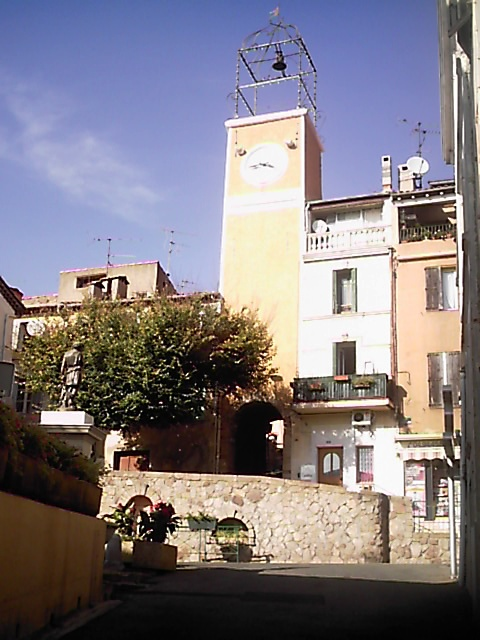
Le beffroi du village.
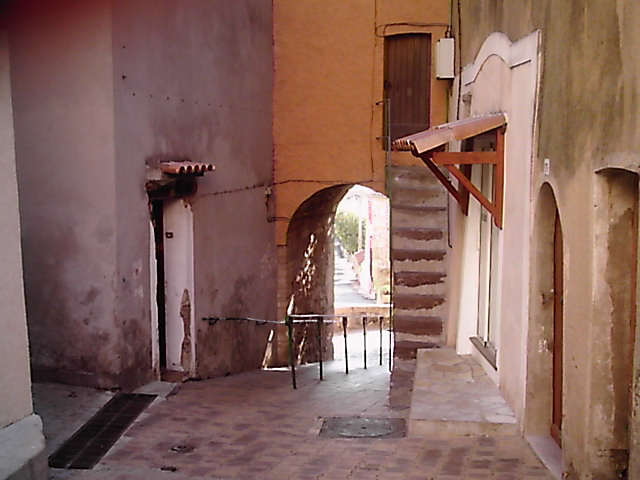
Rue typique du vieux village.
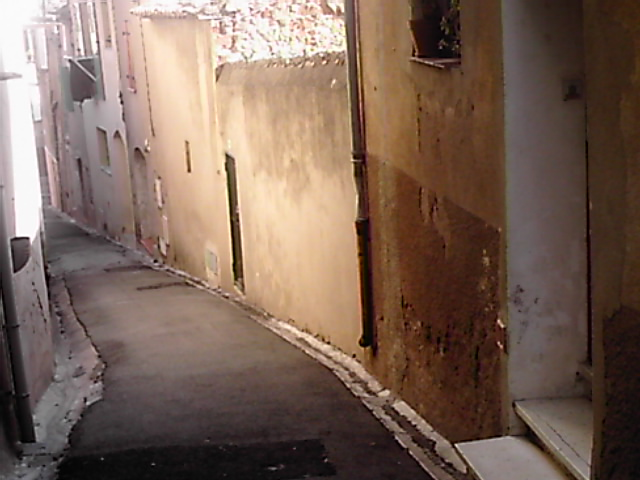
Ruelle typique du vieux village.

- La commune dispose sur son territoire de l’église gothique Saint-Jacques-le-Majeur construite entre 1572 et 1577[96], agrémentée d’objets mobiliers classés au titre des monuments historiques[97], dont la cloche de l’église Saint-Jacques-le-Majeur datée de 1774[98], les retables de l’église datés de 1696[99],[100] et restaurés en 1872 et les statues de la Vierge, de saint Thomas d’Aquin[101] et de sainte Catherine de Sienne du XVIIe siècle[102].
- Tour de l'horloge et sa cloche de 1774[103].
- Se trouvent aussi les ruines de la chapelle romane sainte Philomène et la porte beffroi surmontée d’un campanile de 1775.
- Monument aux morts[104],[105].
- Plaque commémorative[106].
- Borne milliaire réemployée en bénitier dans l'église[107].
- Tumulus lieu-dit Canavere[108].

### Personnalités
Différents personnages publics sont nés, décédés ou ont vécu au Puget-sur-Argens :
- Joseph César Tripoul, chevalier de Reiran (1777-1827), militaire et homme politique français des XVIIIe et XIXe siècles, y est né et mort ;
- Martial de Villemandy (1927-1998), exécutant de l’attentat de Pont-sur-Seine contre Charles de Gaulle, fut arrêté au Puget-sur-Argens.

### Héraldique
| Blason de Puget-sur-Argens | Blason  | D’or au cœur de gueules sommé d’une croisette haussée de sable. |
| Blason de Puget-sur-Argens | Détails | Ce blason aurait été enregistré en 1696.                        |